# Ősrobbanás

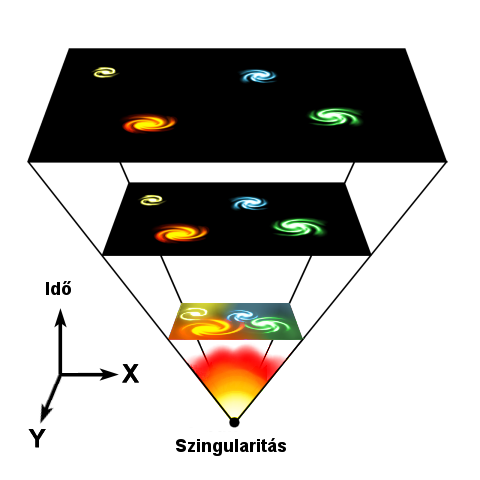
Az ősrobbanás elmélete szerint a világegyetem kezdetben hihetetlenül sűrű volt. Az idő múlásával a tér tágul, és a csillagászati objektumok (például galaxisok) egyre távolabb kerülnek egymástól

A kozmológiában az ősrobbanás (más néven „nagy bumm”, angolul „The Big Bang”) egy olyan tudományos elmélet, mely szerint a világegyetem egy rendkívül sűrű, forró állapotból fejlődött ki nagyjából 13,8 milliárd évvel ezelőtt.
Az elméletet Georges Lemaître (1894–1966) belga pap, a Leuveni Katolikus Egyetem fizika és csillagászat tanára dolgozta ki először 1931-ben „ősatom” név alatt.
Az ősrobbanás-elmélet azon a megfigyelésen – az úgynevezett Hubble–Lemaître-törvényen (2018 előtt Hubble-törvény) – alapul, amely szerint a galaxisok színképvonalai vöröseltolódást szenvednek. Ez a tény a kozmológia elméletével összevetve azt mutatja, hogy a tér az általános relativitáselmélet Friedmann–Lemaître-modellje szerint folyamatosan tágul. Ha a múltba extrapoláljuk az univerzum jelenlegi állapotát, akkor ezek a megfigyelések azt mutatják, hogy a világegyetem egy olyan állapotból kezdett tágulni, melyben az anyag és az energia rendkívüli hőmérsékletű és végtelen sűrűségű volt.
Az ősrobbanás kifejezést szűkebb értelemben arra az időpontra értik, amikor a megfigyelt tágulás elkezdődött – számítások szerint 13,8 milliárd évvel ezelőtt (0,2%-os pontossággal) –, tágabb értelemben pedig arra az uralkodó kozmológiai elgondolásra (paradigmára), mely a világmindenség keletkezését és fejlődését eszerint magyarázza, valamint az elemek keletkezését is ennek felelteti meg az Alpher–Bethe–Gamow-elmélet által leírt elsődleges nukleoszintézis során.
Az ősrobbanás-elmélet az egyik magyarázata annak, hogy a mai univerzum állapota jelentősen eltér a múltbeli és jövőbeli állapottól. Ebből a modellből George Gamow 1948-ban megjósolta a kozmikus mikrohullámú háttérsugárzást, amelyet az 1960-as években fedeztek fel, és az elmélet bizonyítékaként szolgált a rivális elmélettel, az állandó állapotú (steady state) világegyetemmel szemben.
A jelenlegi fizikai modellünk szerint a világegyetem paramétereinek határértéke kb. 13,8 milliárd (1,38·1010) évvel ezelőtt egy gravitációs szingularitás, melyben az idő és távolság fogalma ill. mérése értelmezhetetlen, a hőmérséklet és a nyomás pedig végtelen ebben a szingularitásban. Mivel jelenleg nincs elméleti modell az olyan rendszerekre, amelyben egyszerre kell figyelembe venni a gravitációt és a kvantumállapotot (nincs jól kezelhető kvantumgravitációs elmélet), a legkorábbi periódusnak a története jelenleg a fizika megoldatlan problémája.

## Az ősrobbanás-elmélet története
Az ősrobbanás elméletének fejlődésében egyaránt szerepet játszottak a megfigyelések és az elméleti megfontolások. A megfigyelések azt mutatták, hogy a legtöbb spirálgalaxis távolodik a Földtől, de a megfigyelők nem voltak tudatában a kozmológia erre vonatkozó következményeknek, és annak sem, hogy a csillagközi „ködök” a Tejútrendszeren kívül találhatóak.
1927-ben Georges Lemaître másoktól függetlenül származtatta a Friedmann-Lemaître-Robertson-Walker egyenleteket Albert Einstein általános relativitáselméletéből, és a spirálgalaxisok távolodása alapján ő javasolta elsőként az elméletet, mely szerint a világegyetem egy „ősi atom” felrobbanásával keletkezett.

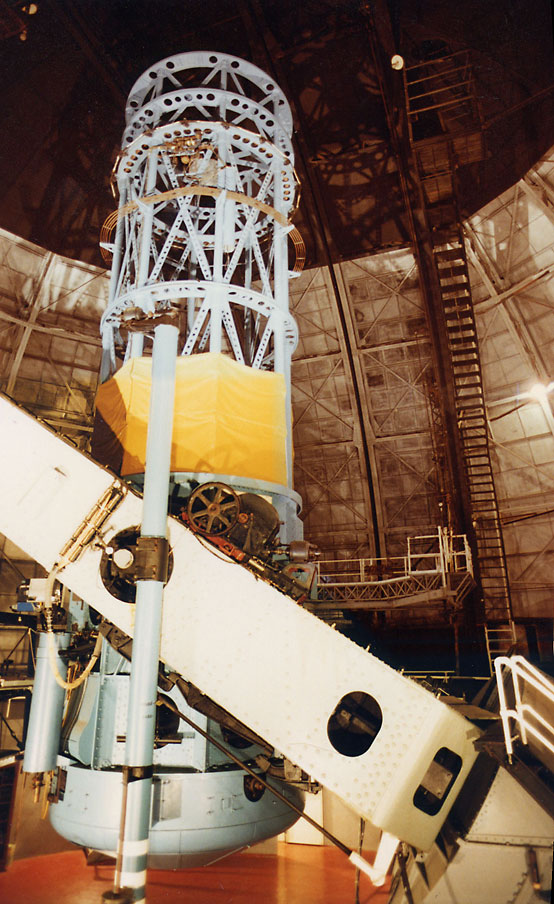
A Wilson-hegyi Obszervatórium távcsöve, amellyel Hubble megmérte a galaxisok vöröseltolódását

1929-ben Edwin Hubble kísérleti bizonyítékot talált Lemaître elméletének igazolására. A vöröseltolódás mérésével megállapította, hogy a távoli galaxisok a Földhöz képest nagyjából a távolságukkal arányos sebességgel távolodnak. Ezt ma Hubble–Lemaître-törvénynek nevezzük. Ezt a kozmológiai elvvel összevetve – amely szerint a világegyetemben, azt nagy távolságskálán vizsgálva nincsenek kitüntetett irányok és helyek – úgy tűnt, hogy a világegyetem tágul, ellentétben az Einstein által eredetileg elgondolt végtelen korú és változatlan statikus univerzum forgatókönyvvel. Einstein eredetileg ugyanis a világegyetemben lévő csillagok saját gravitációjuk okozta egymásba zuhanását megakadályozandó egy ún. kozmológiai állandóval egészítette ki az eredeti egyenleteket, melyet Hubble felfedezése után élete legnagyobb tévedésének nevezett, és kidobott az elméletből.
A galaxisok távolodása két ellentétes dolgot jelenthet. Az egyik Lemaître ősrobbanás-elmélete, amelyet George Gamow védelmezett és fejlesztett tovább. A másik a Fred Hoyle-féle állandó állapotú (steady state) modell, mely szerint a galaxisok távolodásával új anyag jelenik meg, melynek hatására bármely két időpontban hasonlóan néz ki a világegyetem. Az angolban használt „nagy bumm” („Big Bang”) kifejezést 1949-ben Fred Hoyle alkotta meg gúnynévként Lemaître elméletére egy BBC rádióadás, A dolgok természete (The Nature of Things) alatt; a szöveget 1950-ben tették közzé a brit The Listener című magazinban, itt jelent meg először nyomtatásban az elnevezés  Archiválva 2007. február 14-i dátummal a Wayback Machine-ben.
Több évig a kétféle elmélet támogatottsága nagyjából egyenlő mértékű volt, a további megfigyelések viszont egyértelműen arra utaltak, hogy a világegyetem egy forró állapotból fejlődött ki. A kozmikus mikrohullámú háttérsugárzás 1965-ös felfedezése után ezt tekintették a világegyetem eredetét és fejlődését legjobban leíró elméletnek, és gyakorlatilag az összes kozmológiai elméleti munka manapság ennek kiterjesztése vagy finomítása. A jelenlegi munkák legtöbbje azzal foglalkozik, miképp alakultak ki a galaxisok az ősrobbanás során, mi történt az ősrobbanáskor, valamint a megfigyelések és az elmélet összeegyeztetésével.
Óriási előrehaladás történt az ősrobbanás-kozmológiában az 1990-es évek végén, és a 21. század elején a távcsövek technológiájának nagy fokú fejlődésével, és az olyan műholdak nagy mennyiségű adatával, mint a COBE, a Hubble űrtávcső vagy a WMAP. Ezek az adatok lehetővé tették a csillagászok számára, hogy az ősrobbanás paramétereit nagy pontossággal határozzák meg, és egy új, váratlan felfedezést tettek, amely szerint a világegyetem gyorsulva tágul (lásd sötét energia).

## Áttekintés
A világegyetem tágulásának I-es típusú szupernóvákon alapuló mérései, a kozmikus mikrohullámú háttérsugárzás hullámosságának méréseiből és a galaxisok korrelációs függvényének méréseiből a világegyetem korára 13,799 ± 0,021 milliárd évet kaptunk. Ennek a három független mérésnek az egyezése komoly bizonyíték az úgynevezett ΛCDM–modell mellett, mely a világegyetem összetételének részletes természetét leírja.
A korai univerzumot egyenletesen és izotróp módon töltötte ki egy hihetetlenül nagy energiasűrűség és a vele járó óriási hőmérséklet és nyomás. Ez tágult és hűlt, valamint a gőzlecsapódáshoz és a víz fagyásához hasonló, de elemi részecskékhez kapcsolódó fázisátmeneteken ment át.
Nagyjából 10−35 másodperccel a Planck-korszak után egy fázisátmenet a világegyetem exponenciális növekedéséhez vezetett, melyet kozmikus inflációnak nevezünk. Miután az infláció megállt, az anyag kvark-gluon plazmaállapotban volt, amelyben az összetevő részecskék mind fénysebességhez nagyon közeli sebességgel (relativisztikusan) mozogtak. Ahogy a világegyetem tovább tágult, a hőmérséklet csökkent. Egy bizonyos hőmérsékleten, egy ma még nem ismert fázisátmenet, az úgynevezett bariogenezis során a kvarkok és gluonok olyan barionokká álltak össze, mint például a proton és a neutron, valamiképpen létrehozva az anyag és az antianyag közötti aszimmetriát. Még alacsonyabb hőmérsékleten további szimmetriasértő fázisátmenetek léptek fel, melyek a fizika erőit és elemi részecskéit a ma ismert alakra hozták. Később néhány proton és neutron összekapcsolódott az úgynevezett primordiális nukleoszintézis során, megalkotva a világegyetem deutérium- és héliumatommagjait. Ahogy a világegyetem hűlt, az anyag egy része lelassult, már nem mozgott relativisztikusan, és a nyugalmi tömegnek megfelelő energiasűrűséget főként már a gravitáció uralta a korábbi sugárzás helyett. Nagyjából a 380 ezredik évben az atommagok és az elektronok atomokká (főként hidrogénné) álltak össze; ami által a sugárzás levált (lecsatolódott) az anyagról, és nagyjából zavartalanul folytatta az útját a térben. Ennek a maradványa a kozmikus mikrohullámú háttérsugárzás.
Az idő során a nagyjából egyenletes eloszlású anyag kissé sűrűbb régiói magukhoz vonzották a környező anyagot, és egyre sűrűbbé váltak, és ködöket, csillagokat, galaxisokat és egyéb csillagászati szerkezeteket hoztak létre. Ennek a folyamatnak a részletei a világegyetemet alkotó anyag mennyiségétől és fajtájától függenek. A három lehetséges típust hideg sötét anyagnak, forró sötét anyagnak és barionos anyagnak nevezzük. A legpontosabb méréseink (a WMAP-é) azt mutatják, hogy a hideg sötét anyag a domináns a világegyetemben. A másik kettő típus a világegyetem anyagának kevesebb mint 20%-át alkotja.
A világegyetemet ma az energia egy misztikusnak tűnő formája, az úgynevezett sötét energia uralja. Nagyjából a teljes energiasűrűség 72%-a a mai világegyetemben ilyen formájú. A világegyetemnek ez az összetevője azon tulajdonsága miatt mutatható ki, hogy eltérést hoz létre a Friedmann–Robertson–Walker-megoldás lassulva tágulásához képest azzal, hogy a nagy távolságokon a téridő vártnál nagyobb tágulását okozza. A sötét energia a legegyszerűbb formájában az Einstein-féle téregyenletek kozmológiai állandóját adja, de az összetétele ismeretlen, és – még általánosabban – az állapotegyenletét és a részecskefizika standard modelljével való kapcsolatát folyamatosan vizsgálják kísérleti és elméleti utakon is.
Mindezeket a megfigyeléseket a kozmológia ΛCDM-modellje tartalmazza, amely az ősrobbanás egy matematikai modellje hat szabad paraméterrel. Furcsa dolgok történnek, ha valaki egészen a kezdeteket vizsgálja, amikor a részecskék energiája magasabb volt, mint amit jelenleg kísérletileg tanulmányozni tudunk. Nincs fizikailag igazán jó modellünk a világegyetem első 10−33 másodpercére, az azelőtti időre, amelyre a nagy egyesítés elmélete egy fázisátmenetet jósol. Az „első pillanatra” Einstein gravitációelmélete gravitációs szingularitást jósol. A paradoxon feloldásához a kvantumgravitáció még nem létező elmélete szükséges. A világegyetem történetének e korai szakaszának fizikai leírása egyike a fizika megoldatlan problémáinak.
Mivel az ősrobbanás eseményei fenomenális sebességgel változtak, annak történetét lineáris időskálán nem tudnánk ábrázolni. Grafikus ábrázolását logaritmikus időskálán a kezdetétől az első csillag megjelenéséig Az ősrobbanás lefolyásának grafikus ábrázolása cikk ábráján követhetjük.

## Kísérleti bizonyítékai
1. Az elemek gyakorisága: az ősi nukleoszintézis alatt az ősrobbanás után nem sokkal (10−2 s) az anyag nagyon forró volt, kvarkokból és gluonokból állt, mely a hűlés során protonokká és neutronokká alakult. Az ezt követő 1 másodperc alatt összeállnak a legkönnyebb atommagok (2H, 3He, 4He, 7Li). Ez a folyamat nagyjából 3 perc alatt véget ér. Az akkor kialakult elemösszetétel megmaradt egészen az első csillagok születéséig.
2. A kozmikus mikrohullámú háttérsugárzás (angolul Cosmic Microwave Background Radiation, CMBR): 2,73 K hőmérsékletű feketetest-sugárzás, amit 1946-ban George Gamow jósolt meg, és 1964-ben Arno Penzias és Robert Woodrow Wilson fedezett fel. Ez a háttérsugárzás abból az időből származik, amikor a világegyetem átlátszó lett. Ezelőtt átláthatatlan ionizált anyagból állt. Többek között a COBE és a WMAP mérte.
3. A világegyetem tágulása: A távoli galaxisok és kvazárok megfigyelése során vöröseltolódást tapasztalunk – színképük a hosszabb hullámok irányába tolódik el. Ezt úgy lehet meghatározni, hogy felvesszük egy objektum színképét, és összehasonlítjuk a különböző atomok és vegyületek abszorpciós és emissziós vonalaival.
A megfigyelt objektumok körében a vöröseltolódás minden irányban teljesen egyenletes. Ha a vöröseltolódást az egyszerűség kedvéért Doppler-effektusként értelmezzük, akkor kiszámolható a távoli objektum földtől való távolodásának sebessége. Néhány galaxis távolsága meghatározható a kozmikus távolságlétra alapján is. Ha ezeket a távolságokat összevetjük a hozzájuk tartozó objektumok távolodási sebességével, akkor azt tapasztaljuk, hogy egyenes arányban vannak egymással. Ebből következik a Hubble–Lemaître-törvény:
v = H0D, ahol
- v a távoli objektum távolodási sebessége
- D a távoli objektum távolsága
- H0 a Hubble-állandó. A Hubble űrtávcső 2009-es mérése szerint jelenlegi értéke 74,2 ± 3,6 km/s/Mpc.[10]

A viszonylag közeli objektumok esetében – ahol a Hubble-törvény alapján számolt távolodási sebesség nem jelentős – a megfigyelt vöröseltolódás valóban Doppler-effektust takar. Ezért egyes közeli galaxisok esetében – pl. Androméda-galaxis - kékeltolódást is megfigyelhetünk, ami közeledést jelent. A távoli objektumok esetében viszont a vöröseltolódást az okozza, hogy a fény kibocsátásától és detektálásától eltelt idő alatt az univerzum kitágult.

## A világegyetem fejlődése az ősrobbanás-elmélet szerint
- Planck-időszak; 10−43 s-ig; nem vált szét a négy alapvető kölcsönhatás;
- Inflációs fázis; 10−33 s és 10−30 s között fejeződött be; rendkívül nagy tágulás 1030 és 1050 közötti arányban;
- Kvark-időszak; 10−7 s-ig; kvarkok, leptonok és fotonok léteznek;
- Hadron-időszak; 10−4 s-ig; protonok, neutronok és antirészecskéik összeállnak a kvarkokból; ezenkívül a müonok, elektronok, pozitronok és a fotonok léteznek;
- Lepton-időszak; 10 s-ig; elbomlanak a müonok, a pozitronok megsemmisülnek elektronnal találkozva (annihiláció);
- Sugárzásidőszak; kb. 380 000 évig; H, He, Li jön létre;
- Anyagidőszak; máig; az atommagok befogják az elektronokat, az anyag átláthatóvá válik, csillagok és galaxisok jönnek létre;

## Kritika
Tudományos körökben is elismerik, hogy a világegyetem korai állapotának megértése hiányos. Az ősrobbanás csak egy elméletre épül, de nem meggyőző bizonyítékokra. Ez az elmélet legalább annyi megoldatlan kérdést vet fel, mint amennyire válaszolni tud. Nem ad magyarázatot arra sem, hogy a kezdetben teljesen egyenletes anyageloszlású térben hogyan jöttek létre azok a csomósodások, amelyek a galaxisok és bennük a csillagok keletkezéséhez vezettek. Egyes fizikusok a fekete lyukak fizikájának alternatív magyarázata alapján vonják kétségbe az ősrobbanás hipotézisének alapelvét.
Egy 2017-es tanulmány alapján, a Campinasi Egyetem fizikusa szerint a világegyetem nem ősrobbanással alakult ki.
Egy 2022-ben megjelent tanulmány szerzője, Jack Wilenchik megkérdőjelezi a Doppler-effektus működését és arra jut, hogy az ősrobbanással kapcsolatos egyik legfontosabb bizonyíték is téves, ami azt jelenti, hogy az univerzum örökkévaló és statikus, vagyis nincs kezdete, sem pedig vége.
2024-ben a Kansas Állami Egyetem kutatója, Lior Shamir egy új tanulmányban alátámasztotta az ún. fáradt fény elméletet, amely ellentmond az ősrobbanás teóriájának.
Gauri Shankar Gupta (író, volt indiai nagykövet) tollából, az ősrobbanás-teóriát elutasítók nézete alapján: 
„Az ősrobbanás állapota a ma ismert fizikai törvényeinkkel leírhatatlan, vagyis értelmezhetetlen. Esélyünk sincs arra, hogy ilyen távolból igazoljuk a kezdetekkor egy rendkívül sűrű anyagpont létezését és felrobbanását. Vagyis csupán feltételezésekről lehet szó. Nem találni közvetlen kapcsolatot a kozmikus háttérsugárzás és az ősrobbanás eseménye között sem. Itt is csak feltételezések vannak. Ezek az elméletek pedig képtelenek megmagyarázni magának a kezdeti sűrű anyagpontnak a létrejöttét és energiájának forrását. Mindegyik elképzelés azzal az előfeltétellel él, hogy már az ősrobbanás előtt is létezett valami, ami felrobbant, kiterjedt, vagy fokozatosan fejlődött. Ugyanakkor semmilyen észszerű magyarázat nincs a világegyetemet felépítő anyag létrejöttére, és arra, hogy miként került egyáltalán ide. Mivel a semmiből nem hozható létre valami, így a világegyetem sem születhetett meg a semmiből. A tudósoknak arra sincs elfogadható válaszuk, hogy a millió természeti hatás és erő miként teremtett az élet kialakulásához szükséges megfelelő feltételeket. Utolsósorban, a világegyetem tömegének csupán 4,6%-át alkotja a megfigyelhető anyag, mit kezdjünk a több mint 95%-kal, amit sötét anyag és sötét energia alkot; tudomást se vegyünk róla?”

### Az ősrobbanást kétségbe vonó elméletek
- Nem-standard kozmológiai modellek
  - Alternatív metrikájú modellek
    - Newtoni kozmológia
    - Lorentziánus világegyetemek
    - Korai általános relativitáson alapuló kozmológiák
      - Mach világegyeteme
      - Gödel világegyeteme
      - MOND (Modified Newtonian Dynamics)
      - TeVeS (tenzor-vektor-skalár gravitáció)

  - Állandó állapotú (steady state) világegyetem-modellek
  - Megfigyeléses szkepticizmuson alapuló javaslatok
    - A „fáradt fény” elmélet
    - Dirac nagy számok hipotézise
    - Periodikus vöröseltolódás és „belső vöröseltolódás”
    - Plazma kozmológia és az ún. ambiplazma
- A nukleoszintézissel kapcsolatos kifogások

### Weboldalak
- Björn Feuerbacher, Ryan Scranton: Evidence for the Big Bang, 2006, TalkOrigins